# 小宮範子
小宮範子（1983年3月11日—）是日本的女性摄影家、模特。